# Brigitte Maria Schmidle
Brigitte Maria Schmidle ist eine deutsche Filmeditorin für Dokumentar-, Kurz-, Lang- und Animationsfilme.

## Leben
Brigitte Maria Schmidle studierte nach bestandenem Abitur Medien- und Informationswesen an der Hochschule Offenburg. Sie schloss ihr Studium mit einem Bachelor of Science ab. Anschließend folgte an der Filmuniversität Babelsberg Konrad Wolf ein Studium des Fachs Montage, das Schmidle im Jahr 2022 mit einem Master of Fine Arts abschloss.
Schmidle arbeitete u. a. in Berlin und London, bevor sie für die Produktionsfirma Accentus Musik in Leipzig tätig war. Dort entstanden Dokumentarfilme wie Barbara Hannigan – Ein Opernstar auf neuen Wegen, In Between: Isang Yun in North and South Korea und Mary Bauermeister – Eins und Eins ist Drei.

## Privates
Brigitte Maria Schmidle lebt in Leipzig.

## Filmografie
- 2007: Die Eroberung der inneren Freiheit (als Schnittassistentin)[2]
- 2009: Champagner (als Regisseurin und Drehbuchautorin)[2]
- 2014: A Tribute to Krzysztof Penderecki
- 2014: In Between: Isang Yun in North and South Korea (Co-Editorin)
- 2017: Ertrinken (Kurzfilm)
- 2019: Silvia is my Name
- 2019: Barbara Hannigan – Ein Opernstar auf neuen Wegen
- 2020: Mary Bauermeister – Eins und Eins ist Drei
- 2022: Unsere Stille bleibt in mir (als Schnittdramaturgin)[2]

## Publikationen
- Schmidle, Brigitte Maria: Der Editor als Mediator: Gespräche einer unsichtbaren Arbeit. Filmuniversität Babelsberg Konrad Wolf, 2022. Masterarbeit.[7]